# Eyjeaux
Eyjeaux är en kommun i departementet Haute-Vienne i regionen Nouvelle-Aquitaine i västra Frankrike. Kommunen ligger i kantonen Pierre-Buffière som tillhör arrondissementet Limoges. År 2022 hade Eyjeaux 1 335 invånare.

## Befolkningsutveckling
Antalet invånare i kommunen Eyjeaux
| Referens: INSEE |